# Sulilaco
Sulilaco (Sulilako) ist ein osttimoresischer Ort im Suco Leolima (Verwaltungsamt Balibo, Gemeinde Bobonaro). Er liegt in einer Meereshöhe von 100 m im Osten der Aldeia Bour, am Westufer des Flusses Nunura. Nördlich der Siedlung mündet der Mukuki in den Nunura.
In Sulilaco steht eine Grundschule.